# Ботвинов, Алексей Иванович
Алексей Иванович Ботвинов — украинский пианист, Народный артист Украины (2015), Кавалер Ордена Звезды Италии, Член Президентского совета Всемирного клуба одесситов, основатель Международного музыкального фестиваля "Odessa Classics" и Всеукраинского конкурса молодых пианистов имени Серафимы Могилевской. Считается одним из самых лучших в мире исполнителей музыки Рахманинова. Исполнил на сцене более 300 раз Гольдберг-вариации И. С. Баха. Имеет большой репертуар, в который входят более 30 концертов для фортепиано с оркестром. Первый украинский музыкант за период независимости Украины, записавший диск на всемирно известном лейбле Deutsche Grammophon.
С успехом гастролировал в более чем 40 странах.
Исполнение Алексеем Ботвиновым в декабре 2006 года в Национальной филармонии Украины четвёртого концерта для фортепиано с оркестром Сергея Рахманинова было отмечено в украинской прессе как одно из главных культурных событий года.

## Биография
Алексей Ботвинов родился 8 сентября 1964 в Одессе в семье музыкантов. Его отец Ботвинов Иван Дмитриевич (1917—1980), был композитором и музыковедом; занимал должность заведующего кафедрой теории музыки и проректора Одесской консерватории. Мать, Беляева Вера Александровна (1943) — пианистка, концертмейстер (Одесская консерватория). После развода родителей и заключения матерью второго брака, с девяти лет воспитывался отчимом, Анатолием Ивановичем Дудой (1946-2020) — Народный артист Украины, певец (тенор), педагог по вокалу (Одесский национальный академический театр оперы и балета, Одесская консерватория).
Музыкальное образование начал получать в Одессе, у проф. Могилевской С. Л. С 1981 по 1985 учился в Одесской консерватории у проф. Кардашева А. А.; был Ленинским Стипендиатом, окончил экстерном с отличием.
В 1983, в возрасте 19 лет, стал самым молодым участником и лауреатом 1 Всесоюзного конкурса имени Рахманинова (Москва), после чего стал солистом Одесской филармонии и преподавателем консерватории.
В 1987—1989 проходил стажировку в Московской консерватории у проф. Горностаевой В. В.
С 1994 проживал и работал за границей, оставаясь гражданином Украины и сохраняя за собой позицию солиста Одесской филармонии.
В настоящее время проживает в Одессе, совмещая выступления в качестве солиста Одесской филармонии с гастролями по всему миру.

## Педагоги
- Проф. Могилевская Серафима Леонидовна (с 1975 по 1982).
- Проф. Кардашев Анатолий Александрович (с 1982 по 1985)
- Проф. Горностаева Вера Васильевна (с 1987 по 1989)

## Деятельность
В 1994—1996 жил в Дюссельдорфе, где премьерой балета по «Детским сценам» Шумана началось его плодотворное сотрудничество с известным швейцарским хореографом Хайнцем Шпёрли.
С 1996 совмещает активную гастрольную деятельность с позицией приглашенного солиста-пианиста Цюрихского Балета. Пианист с неизменным успехом исполнял в балетных постановках Шпёрли музыку Моцарта, Шопена, Брамса, Прокофьева, Стравинского, Скрябина, Шнитке и других композиторов.
С 1995 исполняет «Гольдберг-вариации» И. С. Баха, которые стали «визитной карточкой» компании Шпёрли и повлекли за собой выступления практически во всех странах Европы, в Канаде, Японии, Израиле и Северной Африке. С 2001 «Гольдберг-вариации» — в постоянном репертуаре балета Deutsche Oper Berlin (премьерное исполнения А.Ботвиновым в июне 2001 стало сенсацией, что было отражено в высоких оценках немецкой прессы («Фейерверк за роялем» (Берлинер Курьер), «Ботвинов — это счастливый случай для Дойче Опер» (Der Tagesspiegel) и т. п.).
В 1996, в Швейцарии, вышел CD «Гольдберг-вариаций», и сразу попал на второе место в хит-параде классической музыки («Суперзапись!», Ле Фигаро, Париж). Следующие записи пианиста газета «Нойе Цюрихер Цайтунг» оценила: Шопена — как «невероятно прекрасные», Брамса — «удивляющие своё нетрадиционностью, но убедительные в каждой детали».
Также в Швейцарии вышли диски с исполнением произведений Рахманинова, а также концертов Баха и Моцарта («живая запись» из Пражской филармонии).
Алексей Ботвинов выступал на многочисленных музыкальных фестивалях, среди которых Фестиваль Шопена в Польше и Фестшпиль в Цюрихе.
В 2002 был членом жюри международного конкурса пианистов имени Артура Рубинштейна в Польше.
В августе 2003 был «Артистом ин Резиденс» 15-го Международного фестиваля в Муртене (Швейцария), где сыграл шесть концертов соло и с оркестрами.
В октябре 2008 инициировал и реализовал новый проект — мультимедийный концерт «Визуальная реальность музыки» — слияние классической музыки и видеоинсталляции, — вместе с виджей-группой «Videomatics»). Европейская премьера прошла с огромных успехом в Одесской филармонии, были исполнены произведения И. С. Баха, С. Рахманинова, А. Скрябина, А. Караманова и Я. Фрейдлина. Наряду с творческим заданием, проект имеет также большое просветительское значение: синтез музыки и изображения помогает приобщиться к классической музыке всем тем, кто привык к динамике визуальных форм на экранах телевизоров и компьютеров.
В 2009 проект был с большим успехом показан в Международном доме музыки в Москве, а на открытом (опен-эйр) концерте на Софиевской площади в Киеве присутствовало около 5000 зрителей.
В ноябре 2008, в Санкт-Петербурге, Алексей Ботвинов, вместе с искусствоведом, педагогом, скрипачом и экспертом по искусству Нобелевского концерта Михаилом Казиником, на телевизионном объединении Мастерская Игоря Шадхана, продолжил работу над самым большим в Российской истории публицистическим телепроектом Свободный полёт. 56 фильмов этого цикла транслировались на каналах ТВ Центр та TVCI. Фильмы охватывают сотни музыкальных произведений, написанных композиторами последних трех столетий. В ноябре 2008, на российской радиостанции Орфей, начался цикл совместных с М. Казиником программ Ad Libitum, или В свободном полёте, в которых музыканты в режиме нон-стоп каждую неделю на протяжении получаса в свободном диалоге анализируют музыку всех эпох и стилей.
С августа 2009 по май 2010 Алексей Ботвинов, на общественных началах, исполнял обязанности художественного руководителя Одесского Национального Театра Оперы и Балета. За это время в театре прошли две премьеры, которые стали значительными событиями в культурной жизни страны: балет «Нуриев forever» и опера «Турандот».
Новый революционный для мира классики проект «Гольдберг. Перезагрузка» представляет собой сочетание на первый взгляд несочетаемых культурных сфер — вершины европейской музыки «Гольдберг Вариаций» И. С. Баха с ориентальными ритмами знаменитого турецкого перкуссиониста Бурхана Очала, основанными на древних суфийских традициях. Европейская премьера «Перезагрузки» прошла с сенсационным успехом в Большом (Светлановском) Зале Московского Дома Музыки 19 сентября 2011 г., затем были выступления в Париже, Цюрихе, Базеле, джазовом фестивале в Монтрё, на открытии Стамбульского Кинофестиваля, в Национальной филармонии Украины (г. Киев), в Одесской областной филармонии, в Аккерманской крепости.
Созданный в 2011 году театрально-музыкальный проект «Письмовник. Элегия» (по роману «Письмовник» Михаила Шишкина) стал режиссёрским дебютом Алексея Ботвинова; он выступил также автором пьесы и сценографом. Проект вызвал фурор в Москве и Санкт-Петербурге, спектакль постоянно и успешно идет на одесской сцене, а в декабре 2012 года в Цюрихе с большим успехом прошла премьера немецкоязычной версии спектакля.
В начале 2016 года стараниями Ботвинова был дан старт проекту Музыкальное партнёрство «Бремен-Одеса».
Алексей Ботвинов стал автором идеи проведения, арт-директором и главным организатором ежегодного Международного музыкального фестиваля «Odessa Classics». В 2018 году в память о своем первом преподавателе фортепиано основал ежегодный Всеукраинский конкурс молодых пианистов имени Серафимы Могилевской.
В феврале 2021 совместно с Даниэлем Хоупом выпустил диск "SCHNITTKE Works for Violin and Piano" на легендарном лейбле Deutsche Grammophon.
Несмотря на многолетнее признание за рубежом, Алексей Ботвинов является истинным патриотом своего отечества, остается гражданином Украины и прилагает большие усилия для реализации своих идей и планов на Родине.

## Проекты
- 2008 — «Ad Libitum, или В свободном полёте». Цикл телевизионных и радио передач о классической музыке совместно с Михаилом Казиником (скрипка), Россия, канал ТВЦ. Радио «Орфей».
- 2008 — «Ботвинов приглашает». Цикл передач о классической музыке на одесском телеканале ОК.
- 2008 — «Визуальная реальность музыки». Мультимедийный концерт совместно с VJ-group «Videomatics». Одесса, Москва, Донецк.
- 2009 — «Классика open-air». Мультимедийные концерты под открытым небом в Одессе и Киеве.
- 2009 — «Шедевры классической музыки 3-х веков. От Баха до Прокофьева». Концертная программа совместно с Михаилом Казиником (скрипка), Россия.
- 2009 — Мультимедийная постановка балета «Нуриев forever», Одесский Национальный Театр Оперы и Балета.
- 2010 — Мультимедийная постановка оперы «Турандот», Одесский Национальный Театр Оперы и Балета.
- 2011 — «Письмовник. Элегия». Постановка по роману «Письмовник» Михаила Шишкина. Одесса, Москва, Санкт-Петербург.
- 2011—2020 — «Гольдберг. Перезагрузка». Совместно с Бурханом Очалом (перкуссия). Стамбул, Москва, Париж, Цюрих, Берн, Джазовый фестиваль в Монтрё, Дубай, Киев, Одесса, Белгород-Днестровский.
- 2012 — «Россия сквозь XX век». Совместно с Владиславом Пьявко (тенор), Россия.
- 2012 — «Briefsteller. Elegie» («Письмовник. Элегия»). Постановка на немецком языке по роману «Письмовник» Михаила Шишкина. Цюрих, Швейцария.
- 2015 — «Odessa Classics» — Международный музыкальный фестиваль. Проводится ежегодно.
- 2016—2018 — Музыкальное партнёрство «Бремен-Одеса»
- 2018 — Всеукраинский конкурс молодых пианистов им. Серафимы Могилевской. Проводится ежегодно.

## Признания и награды
- 1983 — Лауреат 1 Всесоюзного конкурса имени Рахманинова (Москва)
- 1988 — Лауреат 8 Международного конкурса имени Баха (Лейпциг)
- 1993 — Лауреат 1 Международного конкурса имени Клары Шуман (Дюссельдорф)
- 2001 — Заслуженный артист Украины
- 2007 — Музыкант года, рейтинг «Народное признание», г. Одесса[36][37]
- 2009 — Грамота Кабинета Министров Украины за заслуги в области культуры Украины.
- 2011 — Почетная Грамота Одесского Городского Совета за многолетний плодотворный творческий труд, высокое профессиональное мастерство.
- 2011 — Орден Святителя Димитрия, митрополита Ростовского[38]
- 2013 — Орден святого равноапостольного князя Владимира II степени[39]
- 2014 — Знак отличия Одесского областного совета[40]
- 2014 — Знак отличия Одесского городского головы «За заслуги перед городом»[41]
- 2015 — Народный артист Украины[42]
- 2019 — Знак почета Одесского городского головы[43]
- 2020 — Кавалер Ордена Звезды Италии[44]
- 2020 — Швейцарская награда Вильгельма Телля [45]
- 2020 — Гордость Одессы, рейтинг «Народное признание. Одессит года»[46]

## Семейное положение
Жена — Елена (1977).

Сын — Михаил (2013).

## Дискография
- Johann Sebastian Bach — Goldberg-Variationen — alphadisc 970420
- Johannes Brahms — Handel-Variationen
- Frederic Chopin — Sieben Nocturnes — alphadisc 970908
- Bach — Mozart — Beretta — live mit den Musici de Praga
- Bach — Klavierkonzert d-moll BWV 1052, Mozart — Klavierkonzert d-moll KV 466 — Beretta — Bach and I / Mozart in the Sky alphadisc 980117
- Botvinov plays Rachmaninov — nurkultur 0203AB
- SCHNITTKE Works for Violin and Piano. Daniel Hope, Alexey Botvinov — Deutsche Grammophon (DG) 00028948392346